# Sinocalanus doerrii
Sinocalanus doerrii is een eenoogkreeftjessoort uit de familie van de Centropagidae. De wetenschappelijke naam van de soort is voor het eerst geldig gepubliceerd in 1909 door Brehm.